# エルネスタス・シェトクス
エルネスタス・シェトクス（Ernestas Šetkus, 1985年5月25日 - ）は、リトアニア・タウラゲ出身の元プロサッカー選手。元リトアニア代表。現役時代のポジションはゴールキーパー。

## 経歴

### クラブ
2005年にFKジャルギリスでプロキャリアをスタート。
2009年FKタウラス・タウラゲに移籍し、翌シーズンにジャルギリスに復帰。
2010年8月、キプロスのオリンピアコス・ニコシアに移籍。2010-11シーズンの間、18試合でクリーンシート2試合を達成した。翌シーズンは一時控えに回ったが、2011年末から再び正キーパーに返り咲いた。
2012年夏、ブルガリアのPFCボテフ・プロヴディフに移籍。8月のPFCスラヴィア・ソフィア戦で公式戦初出場。しかし翌年1月に監督の構想外となった。2013年3月にはスコットランドのキルマーノックFCが獲得に動いていると報じられた。
それからまもなくベラルーシのFCホメリと短期契約を結んだことが報じられた。
2013年7月、キプロスのネア・サラミス・ファマグスタFCと単年契約を結んだ。
2014年7月、ギリシャのAOKケルキラと単年契約を結んだ。
2015年、スィヴァススポルに移籍した。
2016年、ADOデン・ハーグに移籍した。
2017年7月12日、ハポエル・ハイファFCに移籍した。
2018年7月4日、ハポエル・ベエルシェバFCに移籍した。
2019年6月20日、ハポエル・テルアビブFCに移籍した。

### 代表
2011年5月にカウナスで開催されたポーランド代表戦で途中出場し初キャップ。
6月のUEFA EURO 2012予選・リヒテンシュタイン代表戦で初スタメン。